# カシミール紛争

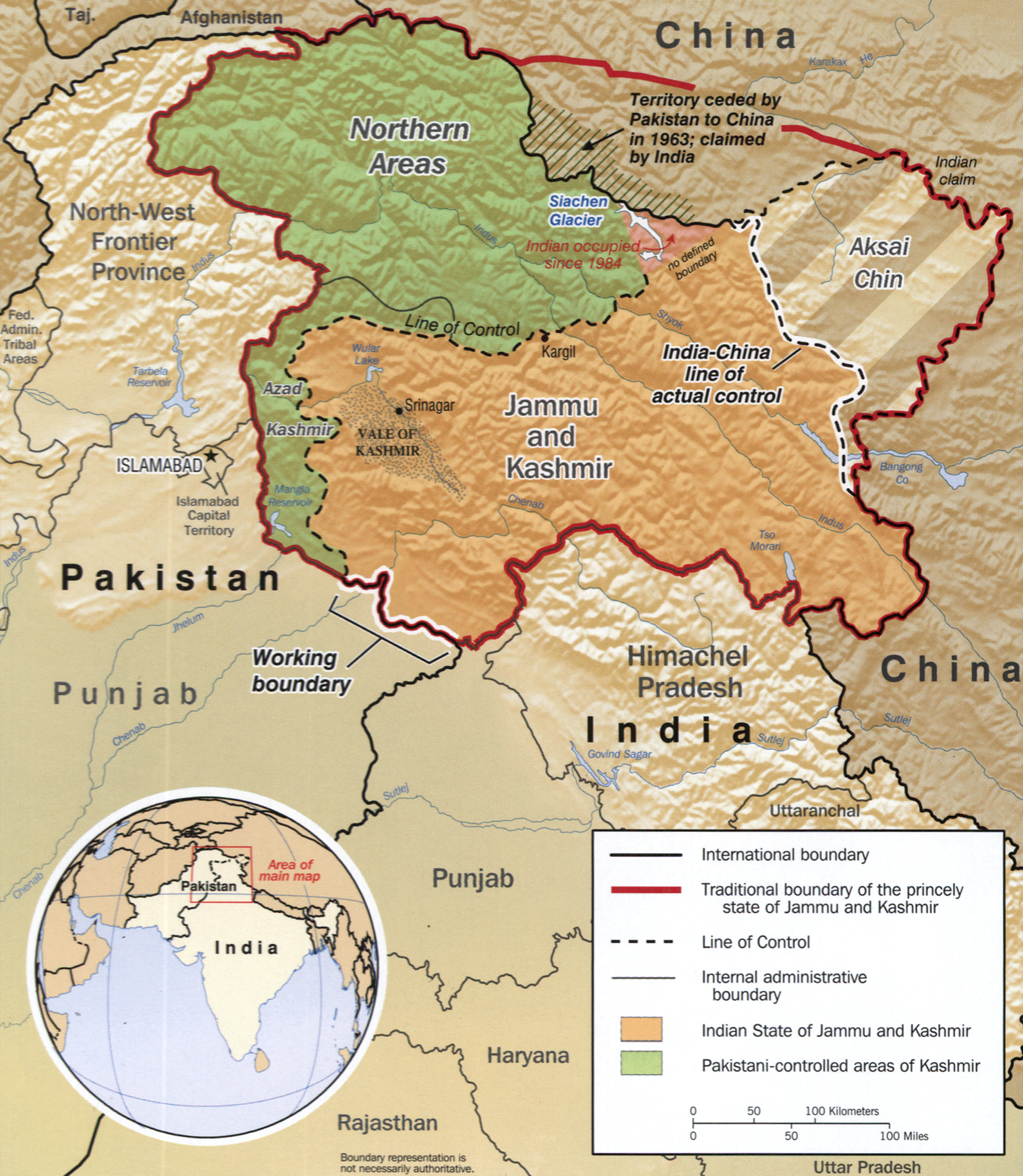
カシミールの地図（赤枠内が旧カシミール藩王国の範囲。緑がパキスタン占領地、橙はインド占領地、斜線部は中国占領地、茶は1963年にパキスタンが中国へ割譲した地域）

カシミール紛争（英語: Kashmir conflict ヒンディー語: कश्मीर विवाद 、ウルドゥー語:مسئلہ کشمیر、カシミール語:کشمیر تنازٕ）は、カシミールをめぐって、アフガニスタン（ワハーン回廊）含め4カ国と国境を接し、インド、中華人民共和国、パキスタンの3カ国が領有権を主張している地域紛争である。

## 概要
カシミール地方をめぐって、インドは、ジャンムー・カシミール藩王国の藩王が歴史的に統治していた領域全体の領有を主張している。一方でパキスタンは、中国の支配地域を除いた全域を自国の領土であると主張している。
インドは、ジャンムー、ラダックおよびシアチェン氷河のほとんどを自らの支配下においている。また、中国によって統治されている地方は、アクサイチンとして知られており、加えて1963年にカラコルム回廊（克里青河谷）を統治下においている。
インドは同地をめぐってパキスタンと1947年、1965年、1971年の三度（印パ戦争）、中国とは一度戦争（中印国境紛争）している。1990年以来、ジャンムー・カシミール州は、ラシュカレトイバなどの分離独立派とインド軍の衝突が繰り返され、数千人規模の死者を出している。

## 紛争の歴史
1947年、イギリスは植民地として統治していたインド帝国の独立を認めたため、インドとパキスタンという2つの国が誕生した。当時インド国内に565あった藩王国のそれぞれの藩王はどちらかの国に参加することを決めなければならなかった。
ムスリムが人口の大多数を占めるジャンムー・カシミール藩王国においては、ヒンドゥーの藩王であるハリ・シングによって統治されていた。パキスタン軍に支援された北西辺境州よりやってきたパターン族が、ハリ・シングが存命の間はカシミールをどちらの国に属させるかの決定をさせないようにするために侵攻した。藩王国はこの侵攻を防ぐことができず、カシミール地方のインドへの帰属を決定した。その結果インド軍は同地に進駐した。

### 第1次印パ戦争
パキスタンの急速な北カシミール地方への侵攻は、藩王がインドへの参加を決定しようとしているといううわさに基づいて実施された。カシミール藩王であるハリ・シングと藩王国首相のシャイフ・アブドッゥラーは、インド政府に介入を要請した。
しかしながらインド政府は、インドとパキスタンはジャンムー・カシミールに対しては介入しないということを指摘していた。とはいえ、パターン族が公的にもパキスタン政府が、カシミール地方の帰属に対しては介入しているということを明らかにしつつ、パキスタンより侵攻していた。インドにとってすれば違法な介入であり、もしこの介入が無ければ、ジャンムー・カシミールは公的にインドに参加するはずであった。藩王と藩王国首相は、自らの影響力を維持するためにも独立を示唆していた。
しかし、非情にもシュリーナガル（ジャンムー・カシミールの首都）郊外に、パキスタン経由の侵入者が到達したときには、インド軍の助けを必要とした。パターン族がシュリーナガルに到着する前に、藩王ハリ・シングとシャイフ・アブドッゥラー藩王国首相は、インド軍の援助と引き換えに、ジャンムー・カシミールをインドに帰属させる交渉を終了した。インドへの帰属協定は、藩王とインド連邦総督マウントバッテン卿との間に結ばれた。

### ジャンムー・カシミール州の消滅
2014年にインドの首相に就任したナレンドラ・モディはヒンドゥー至上主義者でカシミール問題でパキスタンに対して強硬路線を取り、双方の砲撃や銃撃戦も起きるなど両国で非難の応酬がされ、2019年2月にはインドは48年ぶりにパキスタンの越境空爆（バーラーコート空爆）を行い、パキスタン空軍とインド空軍がカシミール地方で空中戦を行ってパキスタンはインド空軍機2機、インドはパキスタン空軍機1機を撃墜したとそれぞれ発表して緊張状態になった。
同年8月5日、インド政府は国内で唯一イスラム教徒が多数派となっているジャンムー・カシミール州の特別自治権について規定していたインド憲法第370条を廃止することを決定し、特別自治権を剥奪する大統領令を公布してインターネット通信などを制限した。また、インド政府は議会にジャンムー・カシミール州再編成法を提出、かねてから特別自治権の撤廃を主張してきたインド人民党の賛成で承認され、8月9日に成立した。これに対して抗議するデモ隊と治安部隊の衝突が起き、住民に対する治安部隊の暴行や拷問もあったと報じられており、パキスタンは人権侵害と反発した。
ジャンムー・カシミール州再編成法の規定により、ジャンムー・カシミール州は2019年10月31日付けで廃止され、ラダック連邦直轄領とジャンムー・カシミール連邦直轄領とに分割された。